# Naja annulata
Naja annulata là một loài rắn trong họ Rắn hổ. Loài này được Peters mô tả khoa học đầu tiên năm 1876.
Đây là một loài rắn hổ mang nước có nguồn gốc từ Tây và Trung Phi. Loài rắn là một trong hai loài rắn hổ mang nước trên thế giới, loài kia là loài rắn hổ mang nước Congo (Naja christyi).

## Phân phối và môi trường sống
Loài này được tìm thấy trong các khu vực của trung bộ và tây châu Phi, trong Cameroon, Cộng hòa Trung Phi, Cộng hòa Dân chủ Congo, Cộng hòa Congo, Guinea Xích Đạo, Gabon, Rwanda, và các tỉnh Cabinda trong Angola. Loài này là chủ yếu là một loài thủy sinh và hiếm khi được tìm thấy cách xa nước. Chúng có thể được tìm thấy dọc theo hồ và sông ở địa hình rừng xavan nổi nhiều cây cối nơi bìa, phổ biến nhất dọc đất thấp rừng, các bờ sông có nhiều cây cối rậm rạp hoặc các hồ, sông, suối